# Melocalamus
Genre
Melocalamus est un genre de plantes monocotylédones de la famille des Poaceae, sous-famille des Bambusoideae, originaire d'Asie tempérée ou tropicale.

## Liste d'espèces
Selon The Plant List (1 octobre 2016) :
- Melocalamus arrectus T.P.Yi
- Melocalamus compactiflorus (Kurz) Benth.
- Melocalamus elevatissimus Hsueh & T.P.Yi
- Melocalamus indicus R.B.Majumdar
- Melocalamus mastersii (Munro) R.B.Majumdar
- Melocalamus scandens Hsueh & C.M.Hui

Selon Tropicos (1 octobre 2016) (Attention liste brute contenant possiblement des synonymes) :
- Melocalamus arrectus T.P. Yi
- Melocalamus blaoensis H.N. Nguyen & V.T. Tran
- Melocalamus compactiflorus (Kurz) Benth.
- Melocalamus cucphuongensis H.N. Nguyen & V.T. Tran
- Melocalamus elevatissimus J.R. Xue & T.P. Yi
- Melocalamus fimbriatus J.R. Xue & C.M. Hui
- Melocalamus gracilis R.B. Majumdar
- Melocalamus indicus R.B. Majumdar
- Melocalamus kbangensis H.N. Nguyen & V.T. Tran
- Melocalamus mastersii (Munro) R.B. Majumdar
- Melocalamus ningmingensis Ohrnberger
- Melocalamus pacoensis H.N. Nguyen & V.T. Tran
- Melocalamus scandens J.R. Xue & C.M. Hui
- Melocalamus truongsonensis H.N. Nguyen & V.T. Tran
- Melocalamus yenbaiensis H.N. Nguyen & V.T. Tran
- Melocalamus yunnanensis (T.H. Wen) T.P. Yi